# Omo ni naitemasu
Omo ni naitemasu (主に泣いてます?) è un manga scritto e disegnato da Akiko Higashimura, pubblicato dalla Kōdansha su Weekly Morning dal 2010 al 2012; dall'opera è stata tratta anche una serie televisiva, trasmessa su Fuji Television dal 7 luglio all'8 settembre 2012.

## Trama
Izumi Konno è una ragazza di una bellezza folgorante, ma allo stesso tempo questa sua eccezionale caratteristica le ha causato molto dolore: per una sorta di maledizione, tutti gli uomini che la vedono infatti si infatuano di lei e, per farsi notare, si rivelano pronti a tutto. Anche uno studente di arte, Keisuke Akamatsu, si innamora di Izumi, e decide di ricorrere a un ingegnoso stratagemma.

## Manga

### Volumi
| Nº | Data di prima pubblicazione | Data di prima pubblicazione | Data di prima pubblicazione |
| Nº | Giapponese                  | Giapponese                  |                             |
| -- | --------------------------- | --------------------------- | --------------------------- |
| 1  | 23 agosto 2010              | ISBN 978-4-06-372933-7      |                             |
| 2  | 22 dicembre 2010            | ISBN 978-4-06-372967-2      |                             |
| 3  | 23 febbraio 2011            | ISBN 978-4-06-372978-8      |                             |
| 4  | 23 giugno 2011              | ISBN 978-4-06-387009-1      |                             |
| 5  | 22 novembre 2011            | ISBN 978-4-06-387050-3      |                             |
| 6  | 23 marzo 2012               | ISBN 978-4-06-387091-6      |                             |
| 7  | 22 giugno 2012              | ISBN 978-4-06-387130-2      |                             |
| 8  | 21 settembre 2012           | ISBN 978-4-06-387151-7      |                             |
| 9  | 23 gennaio 2013             | ISBN 978-4-06-387182-1      |                             |
| 10 | 22 marzo 2013               | ISBN 978-4-06-387202-6      |                             |